# المنادي (مجلة)
المنادي هي جريدة فلسطينية، عمرانيّة تنادي بالإصلاح صدرت في القدس عام 1912 وكان صاحب الصحيفة ومديرها المسؤول الأستاذ سعيد جار الله، كان يقوم بتحريرها الأستاذ محمد موسى المغربي.
تعتبر هذه الصحيفة من أوائل الصحف العربيّة الإسلاميّة في البلاد، كانت الصحيفة مناوئة للسلطات على الرغم من أن مديرها المسؤول كان موظفا حكوميّا والجدير بالذكر أن هذه الصحيفة ظهرت نتيجة لتحولات سياسيّة وأدّت إلى صدور أول صحيفة عثمانيّة باللغة العربية والتركية مع تولي السلطان عبد الحميد مقاليد الحكم عام 1876 نتيجة  لذلك أجهضت - لسنوات سبقت - العديد من الصحف العربية المستقلة التي كانت تصدر في الأستانة - بيروت وحلب.